# جایزه وبی
جایزه وبی (به انگلیسی: Webby Awards) یک جایزه برتری در اینترنت است که سالانه توسط آکادمی بین‌المللی هنرهای دیجیتال و علوم، اهدا می‌شود. رای اعضا از بیش از یک هزار کارشناسان صنعت و فناوری نوآوران تشکیل شده‌است. دسته‌بندی‌ها شامل وب سایت‌های تبلیغاتی و رسانه‌های آنلاین فیلم و سایت‌های ویدئو و برنامه موبایل، نرم‌افزار و اجتماعی است.
از هر دسته دو برنده انتخاب می‌شوند. یک برنده توسط اعضای آکادمی بین‌المللی هنرهای دیجیتال و علوم انتخاب می‌شود و دیگری توسط عمومی که رای‌های خود را در طی رای‌گیری وبی صدای مردم می‌دهند انتخاب می‌شود. هر برنده پنج کلمه پذیرش سخنرانی ارائه می‌دهد. علائم تجاری هر ساله نمایش داده می‌شود.
جایزه «اینترنت بالاترین افتخار» به انگلیسی(Excellence on the Internet) مورد ستایش قرار گرفته‌است. این جایزه یکی از جوایز قدیمی اینترنت گرا با عبارت اسکار در اینترنت است."

## تاریخچه

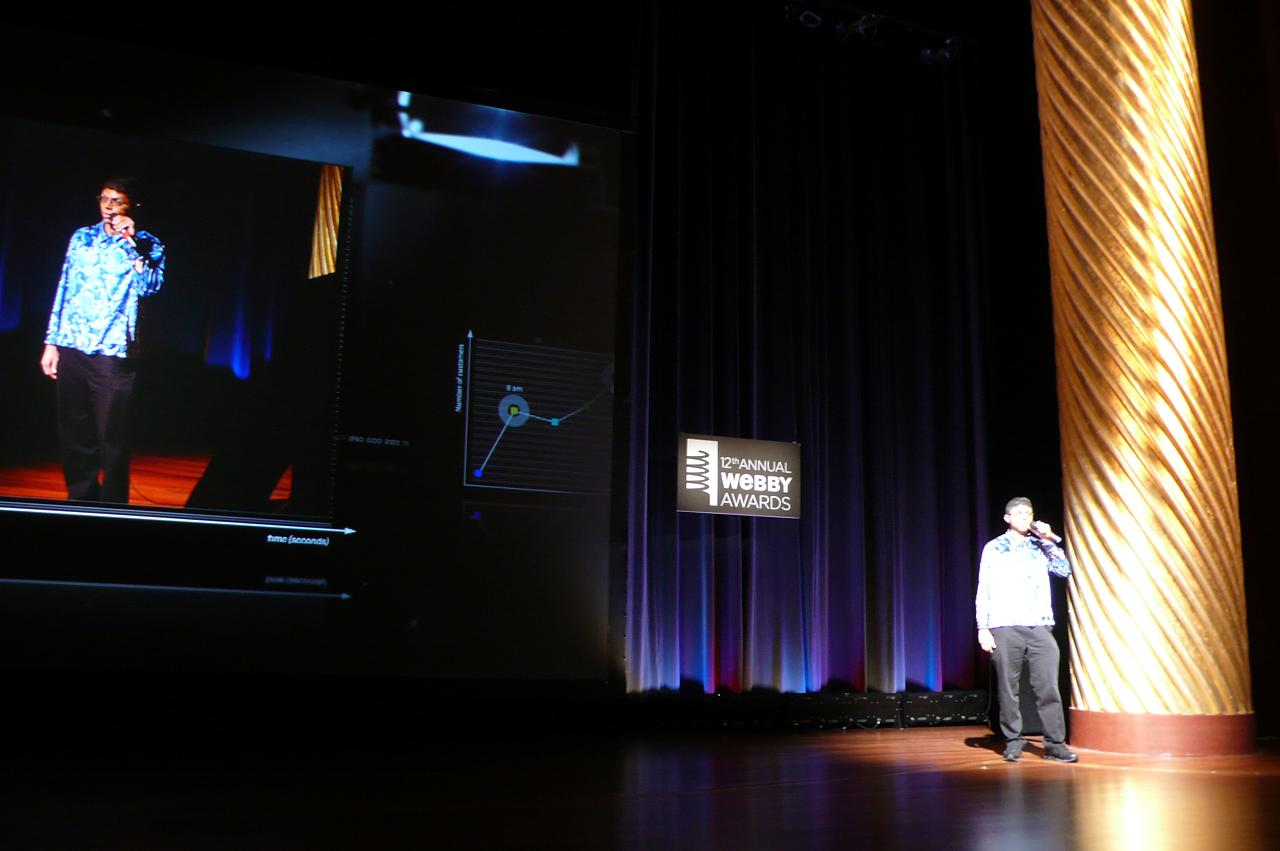
۲۰۰۸ وابسته به تار جوایز باران شکلات.

جوایز وبی از سال ۱۹۹۶ آغاز شده‌است. حامی جوایز آکادمی طراحی وب سایت و سایت جالب روز بوده‌است. اولین جوایز وبی به وسیله کای دنگارد ارائه شد. این جوایز در هتل روزولت هالیوود به عنوان اشاره‌ای به اولین سایت Academy of Motion Picture Arts and Sciences (اسکار) اهدا شد. در اولین سال آن‌ها جوایز را وبی نامیدند. اولین سایت برنده سال Pioneer Webisodic برای سریال The Spot بود.